# Гора Тасмана
Гора́ Тасмана (англ. Mount Tasman), или Хоро-Коау (маори Horo-Koau), — гора в новозеландских Южных Альпах, вторая по высоте (3497 м) точка Новой Зеландии, находится в 4 км от высочайшего пика страны — горы Кука.
Расположена между двумя национальными парками Новой Зеландии — Aoraki / Mount Cook National Park и Westland National Park.
Первое восхождение на гору Тасмана в 1895 году осуществил один из известных альпинистов XIX века швейцарец Маттиас Цурбригген вместе с американцем Эдвардом Артуром Фицджеральдом и новозеландцем Джоном (Джеком) Майклом Кларком.